# شهرستان زیکتان
شهرستان زیکتان (به لاتین: Ziketan Town) یک شهرک در جمهوری خلق چین است که در Xinghai County واقع شده‌است. شهرستان زیکتان ۳٬۰۰۰ کیلومتر مربع مساحت و ۱۰٬۰۰۰ نفر جمعیت دارد و ۳٬۱۹۳ متر بالاتر از سطح دریا واقع شده‌است.